# ترا (اسطوره)

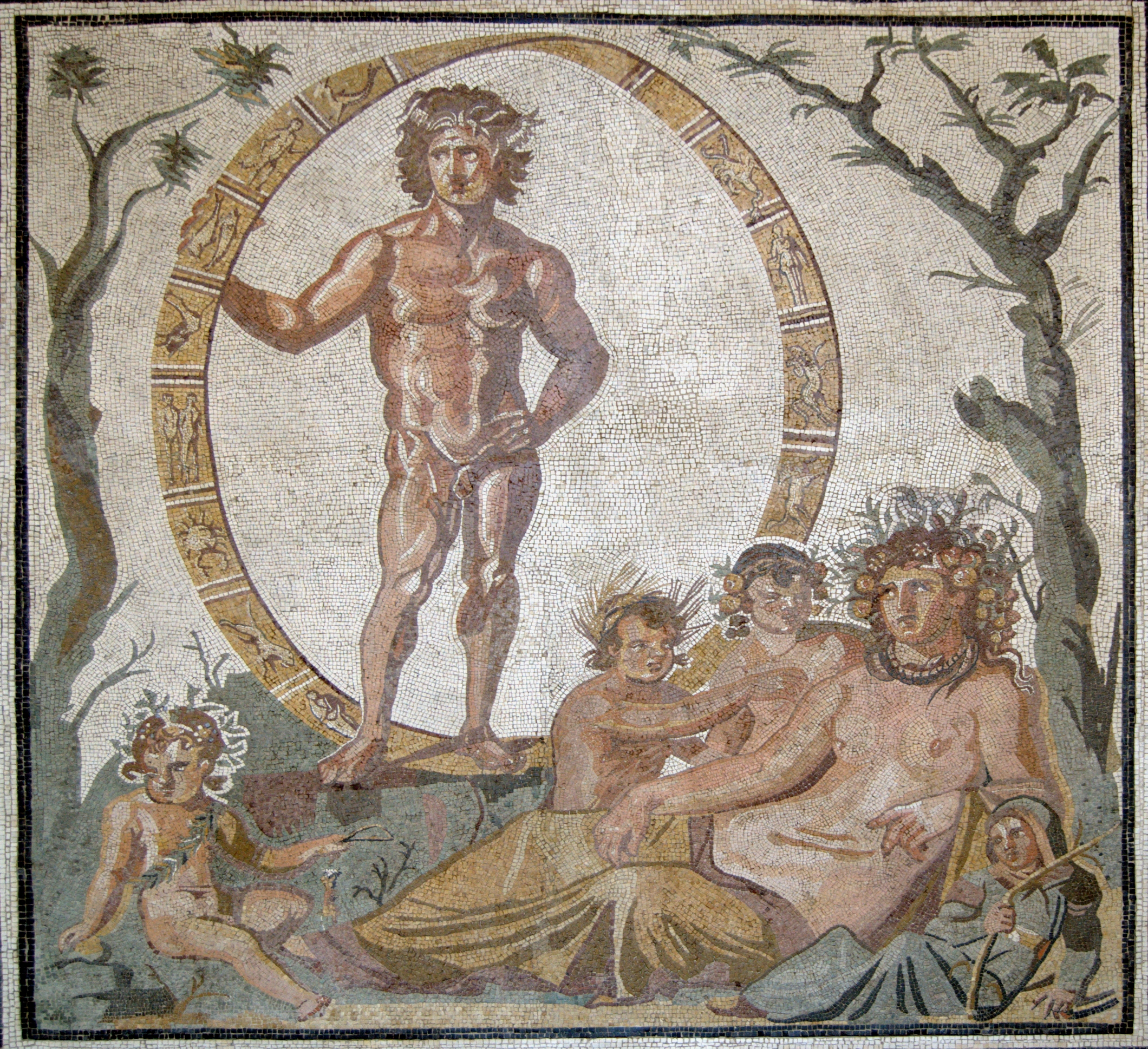
آیون - اورانوس و تلوس با چهار بچه، که شاید چهار فصل سال را تجسم انسانی می‌بخشند، موزائیک بدست آمده از یک ویلای رومی در سنتینیوم، مربوط به سالهای ۲۰۰ تا ۲۵۰ میلادی، موزه گلیپتوتک، مونیخ

ترا یا مادر ترا یا تلوس، در اساطیر رومی، ایزدبانویی بود که به زمین تجسم می‌بخشید. اسامی مادر ترا و مادر تلوس هر دو در لاتین به معنی «مادر زمین» هستند. عنوان مادر، عنوانی است که برای تجلیل از مقام برخی ایزدبانویان بدانها اعطا می‌شده و جز ترا به برخی الهگان دیگر نیز داده شده‌است.
ویژگی‌های تلاوس، خدای زمین، شامل خوشه‌های گل یا میوه و کُرُن‌کُپیا بود. او معمولاً به‌صورت دراز کشیده یا از یک حفره در زمین به‌طور نیمه‌نشسته به تصویر کشیده می‌شد. همتای مردانه او، یک خدای آسمان مانند کائلس (اورانوس) یا شکلی از ژوپیتر بود. همتای یونانی او، گایا است، و در میان اترسکان‌ها، نام او سل بود. مایکل لیپکا استدلال کرده که تِرا مَتر که در دوره آگوستوس ظاهر شد، انتقال مستقیم خدای یونانی زمین (گِی مَتر) به عمل مذهبی رومانی است، در حالی که تلاوس، که معبد باستانی‌اش در مرز مقدس رم (پومیریوم) قرار داشت، نمایانگر الهه زمین اصلی است که توسط کاهنان دولتی پرورش داده می‌شد.